# Студентски град
Студентски град е жилищен комплекс в югоизточна София, район Студентски (район), граничещ с кварталите „Дианабад“, „Дървеница“, „Витоша“ и „Малинова долина“. Намира се в полите на Витоша и е част от административен район „Студентски“ на Столична община.

## История
Първоначално кварталът е проектиран като студентско градче, наречено Студентски град „Христо Ботев“. Изграждането му започва през 60-те години на ХХ век върху отчуждени земи в покрайнините на София. Изграждат се десетки многоетажни общежития, които целят да задоволят жилищните нужди на студентите от софийските висши училища, както и съпътстваща инфраструктура – учебни и спортни центрове, библиотека, поликлиника, кино, места за самообучение и прекарване на свободното време, алеи и паркове. Това е един от най-мащабните проекти за времето си. Студентски град е открит официално на 5 декември 1975 г.
След 2010 г. Студентски град изживява строителен бум, като се появяват нови жилищни, търговски, спортни и бизнес центрове. В района съществуват условия за спорт, разходка, забавления и др. Двете многофункционални зали „Христо Ботев“ и Зимен дворец на спорта са домакини на редица събития през годината. В близост е и Зоологическата градина на София. Кварталът се намира в един от районите на столицата, в които по градоустройствен план не се предвижда изграждане на промишлени предприятия.

## Университети
Освен дом за десетки хиляди студенти, районът е и територия, на която се намират шест престижни висши учебни заведения, четири от които са национални:
- Университет за национално и световно стопанство – УНСС;
- Технически университет – София;
- Минно-геоложки университет;
- Химикотехнологичен и металургичен университет;
- Лесотехнически университет;
- Национална спортна академия „Васил Левски“.

## Транспорт
Въпреки относителната отдалеченост на квартала от центъра на столицата и включването му единствено в дългосрочните планове за изграждане на метро, жителите на Студентски град разполагат с условия за бързо придвижване с автомобил по Симеоновско шосе, бул. „Акад. Стефан Младенов“ и „Околовръстен път“. Освен това съществуват и многобройни възможности за бърз достъп до почти всяка точка на София с градския транспорт:
- Автобуси – № 94, 102, 280, 294 (връзка с метростанция „Г.М. Димитров“, 413; (разписания в сайта на ЦГМ София[2]).
- Извънградски автобуси – № 69,70 – Симеоново, Бистрица, Железница, Плана.

## Възможности за рекреация и спорт
- Парк Студентски;
- Парк и игрища на Национална спортна академия;
- Зимен дворец на спорта;
- Спортна зала Христо Ботев;
- Спа център на парк хотел Витоша;
- Велосипедни алеи.

## Търговски обекти
В Студентски град има хипермаркети на повечето големи вериги – „Фантастико“, „Кауфланд“, „Билла“, „Лидл“, „Т Маркет“, „Рекорд“ и др.

## Здравеопазване
- За здравето на жителите на Студентски град се грижи Студентска поликлиника, разположена в центъра на квартала, в която се помещават и две лаборатории за изследвания.
- На две автобусни спирки от Студентска поликлиника с автобус № 94 е 15-и ДКЦ – Дианабад, където се намира и една от най-добрите стоматологични клиники в София, включваща денонощен стоматологичен кабинет.

## Улици и произход на имената им
| Път                                 | Наречен на                                                | Местоположение |
| ----------------------------------- | --------------------------------------------------------- | -------------- |
| „Акад. Ангел Балевски“              | Ангел Балевски (1910 – 1997), инженер                     | Карта          |
| „Акад. Борис Стефанов“              | Борис Стефанов (1894 – 1979), ботаник                     | Карта          |
| „Акад. Боян Петканчин“              | Боян Петканчин (1907 – 1987), математик                   | Карта          |
| „Акад. Йордан Трифонов“             | Юрдан Трифонов (1864 – 1949), филолог                     | Карта          |
| „Акад. Николай Стоянов“             | Николай Стоянов (1883 – 1968), ботаник                    | Карта          |
| „Акад. Стефан Младенов“             | Стефан Младенов (1880 – 1963), езиковед                   | Карта          |
| „Академик Жак Натан“                | Жак Натан (1902 – 1974), икономист                        | Карта          |
| „Академик Райна Ангелова Георгиева“ | Райна Георгиева (1902 – 1983), биоложка                   | Карта          |
| „Атанас Манчев“                     | Атанас Манчев (1921 – 1944), партизанин                   | Карта          |
| „Баку“                              | Баку, град в Азербайджан                                  | Карта          |
| „Ванча Дойчева“                     | Ванча Дойчева (1942 – 2017), актриса                      | Карта          |
| „Васко Абаджиев“                    | Васко Абаджиев (1926 – 1978), цигулар                     | Карта          |
| „Висарион Белински“                 | Висарион Белински (1811 – 1848), руски литературен критик | Карта          |
| „Ген. Владимир Стойчев“             | Владимир Стойчев (1892 – 1990), генерал                   | Карта          |
| „Д-р Г. М. Димитров“                | Г. М. Димитров (1903 – 1972), политик                     | Карта          |
| „Джон Ленън“                        | Джон Ленън (1940 – 1980), английски музикант              | Карта          |
| „Димитър Стефанов“                  | ?                                                         | Карта          |
| „Доктор Йордан Йосифов“             | ?                                                         | Карта          |
| „Иван Багрянов“                     | Иван Багрянов (1891 – 1945), политик                      | Карта          |
| „Кольо Карамфилов“                  | Кольо Карамфилов (1963 – 2014), художник                  | Карта          |
| „Мирела Френи“                      | Мирела Френи (1935 – 2020), италианска певица             | Карта          |
| „Никола Габровски“                  | Никола Габровски (1864 – 1925), политик                   | Карта          |
| „Осми декември“                     | Студентски празник, празник в България                    | Карта          |
| „Петър Витанов“                     | Петър Витанов (1907 – 1979), радиоводещ                   | Карта          |
| „Петър Увалиев“                     | Петър Увалиев (1915 – 1998), изкуствовед                  | Карта          |
| „Проф. Александър Фол“              | Александър Фол (1933 – 2006), историк                     | Карта          |
| „Проф. Арх. Петър А. Ташев“         | Петър Ташев (1915 – 1995), архитект                       | Карта          |
| „Проф. Атанас Иширков“              | Анастас Иширков (1868 – 1937), географ                    | Карта          |
| „Проф. Атанас Тинтеров“             | Атанас Тинтеров (1857 – 1927), математик                  | Карта          |
| „Проф. Борис Боровски“              | Борис Боровски (1925 – 2006), инженер                     | Карта          |
| „Проф. Боян Каменов“                | Боян Каменов (1907 – 1979), геолог                        | Карта          |
| „Проф. Витали Таджер“               | Витали Таджер (1922 – 1999), юрист                        | Карта          |
| „Проф. Георги Брадистилов“          | Георги Брадистилов (1904 – 1977), математик               | Карта          |
| „Проф. Живко Сталев“                | Живко Сталев (1912 – 2008), юрист                         | Карта          |
| „Проф. Иван Саръилиев“              | Иван Саръилиев (1887 – 1969), философ                     | Карта          |
| „Проф. Кирил Попов“                 | Кирил Попов (1880 – 1966), математик                      | Карта          |
| „Проф. Константин Кацаров“          | Константин Кацаров (1898 – 1980), юрист                   | Карта          |
| „Проф. Крикор Азарян“               | Крикор Азарян (1934 – 2009), режисьор                     | Карта          |
| „Проф. Николай Генчев“              | Николай Генчев (1931 – 2000), историк                     | Карта          |
| „Проф. Петър Джидров“               | Петър Джидров (1876 – 1952), политик                      | Карта          |
| „Проф. Рашо Рашев“                  | Рашо Рашев (1943 – 2008), историк                         | Карта          |
| „Проф. Саздо Иванов“                | Саздо Иванов (1899 – 1996), физик                         | Карта          |
| „Проф. Стефан Димитров“             | Стефан Димитров (1871 – 1937), керамик                    | Карта          |
| „Проф. Харалампи Попйорданов“       | Харалампи Попйорданов (1906 – 1987), инженер              | Карта          |
| „Проф. Христо Вакарелски“           | Христо Вакарелски (1896 – 1979), етнограф                 | Карта          |
| „Проф. Христо Данов“                | Христо Данов (1908 – 1999), историк                       | Карта          |
| „Проф. арх. Храбър Попов“           | Храбър Попов (1896 – 1979), архитект                      | Карта          |
| „Проф. д-р Боян Боянов“             | Боян Боянов (1914 – 1996), стоматолог                     | Карта          |
| „Проф. д-р Веселин Борисов“         | Веселин Борисов (1939 – 2021), лекар                      | Карта          |
| „Проф. д-р Димитър Добрев“          | Димитър Добрев (1888 – 1961), икономист                   | Карта          |
| „Проф. д-р Иван Странски“           | Иван Странски (1897 – 1979), физикохимик                  | Карта          |
| „Росарио“                           | ?                                                         | Карта          |
| „Сашо Костов“                       | Александър Костов (1938 – 2019), футболист                | Карта          |
| „Свети Климент Охридски“            | Климент Охридски (840 – 916), духовник                    | Карта          |
| „Стоян Камбарев“                    | Стоян Камбарев (1953 – 1998), режисьор                    | Карта          |
| „Тодор Недков“                      | Тодор Недков (1869 – 1950), дипломат                      | Карта          |
| „Университетски парк“               | ?                                                         | Карта          |
| „Франсоа Митеран“                   | Франсоа Митеран (1916 – 1996), френски политик            | Карта          |
| „Фредерик Шопен“                    | Фредерик Шопен (1810 – 1849), полски композитор           | Карта          |